# 56 (число)
56 (пятьдесят шесть) — натуральное число между 55 и 57.

## В математике
- Является двузначным чётным числом
- Является избыточным числом
- Является составным числом
- Является одиозным числом
- 6-е тетраэдральное число
- 256 = 72057594037927936
- Одно из чисел с таким свойством, что сумма его с перевёрнутым числом равна квадрату суммы его цифр ({\displaystyle 56+65=11^{2}}).

## В науке
- Атомный номер бария .

## В других областях
- 56 год; 56 год до н. э., 1956 год
- ASCII-код символа «8»
- 56 — Код субъекта Российской Федерации и Код ГИБДД-ГАИ Оренбургской области.
- 56 Младших Арканов в составе колоды карт Таро.
- ГАЗ-56 — советский и российский экспериментальный грузовой автомобиль Горьковского автомобильного завода.
- 56 кбит/с — максимальная теоретическая скорость модемных (Dial-Up) подключений.